# Polineuropatía alcohólica
La polineuropatía o polineuritis alcohólica (también conocido como pierna alcohólica) es un desorden neurológico en el cual los nervios periféricos de todo el cuerpo funcionan mal simultáneamente. Es definido como una degeneración axonal en las neuronas del sistema sensorial y motor; usualmente esta degeneración comienza en los extremos de los axones más largos del cuerpo. Este daño en los nervios hace que un individuo experimente dolor y debilidad motriz; los síntomas inician en los pies y manos, posteriormente se extienden hacia el centro del cuerpo. La polineuropatía alcohólica principalmente es causada por el alcoholismo crónico; sin embargo, la deficiencia de algunas vitaminas también puede contribuir a su desarrollo. Es común que las personas con alcoholismo crónico y con deficiencia nutricional padezcan esta enfermedad. El tratamiento puede incluir suplementos nutricionales, control del dolor y abstención de alcohol.

## Signos y síntomas
Por lo general, la polineuropatía alcohólica se desarrolla gradualmente durante meses o incluso años, sin embargo, la degeneración axonal comienza antes de que se experimente algún síntoma. Un signo que puede advertir la aparición de la polineuropatía alcohólica (pródromo), especialmente en los alcohólicos crónicos, es la pérdida de peso, ya que esto se relaciona con una deficiencia nutricional, un factor que contribuye al desarrollo de la enfermedad.
Usualmente la enfermedad involucra una pérdida sensorial y motora, así como percepciones físicas dolorosas (parestesias), aunque pueden estar involucradas todas las modalidades sensoriales. Los síntomas que afectan al sistema sensorial y motor se desarrollan de forma simétrica. Por ejemplo, si se afecta el pie derecho, también se afecta el pie izquierdo de manera simultánea o no tarda en presentar los síntomas. En la mayoría de los casos, las piernas son las primeras en verse afectadas, seguidas por los brazos. Las manos se involucran cuando los síntomas llegan por encima del tobillo. Esto se le conoce como patrón «en guante y calcetín» que causa alteraciones sensoriales.
La gravedad de la polineuropatía abarca un rango bastante amplio. Algunos casos aparentemente son asintomáticos y solo se pueden reconocer mediante un examen cuidadoso. Los casos más severos pueden causar una profunda discapacidad física.

### Sensorial
Las manifestaciones comunes de los problemas sensoriales incluyen entumecimiento, dolor en los brazos y piernas, sensaciones como «alfileres y agujas», e intolerancia al calor. El dolor experimentado por las personas depende de la gravedad de la neuropatía. Puede ser monótono y constante en algunas personas, o agudo y lancinante en otras. En muchos sujetos, la sensibilidad puede verse en la palpitación de los músculos de los pies y las piernas. Ciertas personas también pueden sentir calambres en los músculos afectados y otros pueden sentir ardor en los pies y las pantorrillas.

### Motora
Los síntomas sensoriales son seguidos gradualmente por los síntomas motores. Estos síntomas motores pueden incluir calambres y debilidad en los músculos, disfunción eréctil en los hombres, dificultad para orinar, estreñimiento y diarrea. También se puede experimentar desgaste muscular y disminución o ausencia de reflejos tendinosos profundos. Algunas personas pueden tener caídas frecuentes e inestabilidad al caminar debido a la ataxia. Esta ataxia puede ser ocasionada por una degeneración cerebelosa, por ataxia sensorial o por debilidad muscular distal. Con el tiempo, la polineuropatía alcohólica puede causar dificultad para tragar (disfagia), alteración en el habla (disartria), espasmos musculares y atrofia muscular.
Además de la polineuropatía alcohólica, el individuo puede presentar otros trastorno como el síndrome de Wernicke-Korsakoff y degeneración cerebelosa; estos resultan de trastornos nutricionales relacionados con el alcoholismo.

## Causas
La causa más común de esta enfermedad es el consumo abundante y prolongado de alcohol acompañado de una deficiencia nutricional. Hay un debate sobre la causa principal, unos dicen que la enfermedad se manifiesta por el efecto tóxico del alcohol en sí y otros argumentan que es el resultado de una mala nutrición relacionada con el alcoholismo.
Con frecuencia, el área social de los alcohólicos se ve afectada, ya que cortan los vínculos con las demás personas, además llevan un estilo de vida irregular. Esto puede causar que una persona alcohólica cambie sus hábitos alimenticios, por lo general se saltan comidas a lo largo del día, lo que conlleva a un equilibrio nutricional deficiente. El alcoholismo también puede causar pérdida de apetito, gastritis alcohólica y vómito. El abuso del alcohol daña el revestimiento del sistema gastrointestinal, por lo tanto, se reduce la absorción de nutrientes que se ingieren. La combinación de todas estas afectaciones pueden dar como resultado una deficiencia nutricional importante, y esta se relaciona con el desarrollo de la polineuropatía alcohólica.
Hay evidencia de que si se proporcionan vitaminas adecuadas a un individuo con esta enfermedad, los síntomas mejoran sin importar que el consumo de alcohol continúe, esto indica que la deficiencia de vitaminas puede ser un factor importante en el desarrollo y progresión de la polineuropatía alcohólica. Sin embargo, en modelos experimentales donde utilizan ratas y monos, no se ha encontrado evidencia convincente de que el alcohol y una deficiencia nutricional ocasione polineuropatía alcohólica.
Además, el consumo de alcohol puede provocar la acumulación de ciertas toxinas en el cuerpo. Por ejemplo, cuando se descompone el alcohol, el cuerpo produce acetaldehídos y en los alcohólicos pueden acumularse tanto que llegan a ser tóxicos para el cuerpo. Por lo tanto, probablemente el etanol (o sus metabolitos) sean la causa de la polineuropatía alcohólica. Se ha probado que la polineuropatía también prevalece en los alcohólicos bien nutridos, esto respalda la idea de que existe un efecto tóxico que proviene directamente del alcohol. 
Muchos estudios sobre la polineuropatía alcohólica no son aceptados por los criterios que utilizan para evaluar la deficiencia nutricional en los pacientes, ya que posiblemente no descartan por completo la posibilidad de una deficiencia nutricional en el génesis de la enfermedad. Varios investigadores están a favor del origen nutricional de la enfermedad, pero no han eliminado totalmente la idea de que el alcohol tenga un efecto tóxico que afecta los nervios periféricos.

## Fisiopatología

Estructura de tiamina pirofosfato. Como resultado de la deficiencia nutricional en personas con polineuropatía alcohólica, los niveles de tiamina son bajos y esto se ha propuesto como una causa de la destrucción de los nervios.

Actualmente, la fisiopatología de la neuropatía alcohólica se continúa investigando. Antes de que aparezcan los síntomas en las personas, se daña el sistema nervioso. Primero, de manera segmentaria, se va adelgazando y perdiendo la mielina de los extremos periféricos de los nervios más largos. El adelgazamiento segmentario es la desmielinización simultánea de los axones en pequeñas secciones. Esto aumenta la fuga de la corriente del potencial de acción que pasa a través del axón, por tal motivo, es más débil en el extremo periférico. Y la disminución de la corriente del potencial de acción adelgaza aún más la mielina.
En la mayoría de los casos, las personas con polineuropatía alcohólica tienen algún grado de deficiencia nutricional. El alcohol, que es un carbohidrato, aumenta la demanda metabólica de tiamina (vitamina B1) debido a su papel en el metabolismo de la glucosa. Generalmente, los niveles de tiamina en los alcohólicos son bajos debido a mala nutrición. Además, el alcohol interfiere con la absorción intestinal de la tiamina, por lo cual disminuye aún más los niveles de vitamina B1 en el cuerpo. La tiamina es importante para tres reacciones en el metabolismo de la glucosa: la descarboxilación del ácido pirúvico, el ácido d-cetoglutárico y la transcetolasa. Por lo tanto, la falta de tiamina en el cuerpo evita que las neuronas mantengan los niveles necesarios de adenosina trifosfato (ATP), ya que hubo una glicólisis alterada. La deficiencia de tiamina podría explicar el cambio en la conducción nerviosa en aquellos que padecen polineuropatía alcohólica, pero probablemente hay otros factores que intervienen.
Los efectos metabólicos del daño hepático que se asocian con el alcoholismo pueden contribuir al desarrollo de la polineuropatía alcohólica. En los alcohólicos, los productos normales del hígado pueden ser deficientes, por ejemplo, el ácido lipoico. Esta deficiencia también altera a la glicólisis, al metabolismo y al transporte, almacenamiento y activación de los nutrientes esenciales.
La desnutrición que sufren muchos alcohólicos los limita de importantes cofactores que intervienen en el metabolismo oxidativo de la glucosa. Los tejidos neuronales dependen de este proceso para obtener energía, por lo cual, la interrupción del ciclo podría afectar el crecimiento y la función de estas células. Las células de Schwann se encargan de producir mielina, y esta mielina envuelve a los axones sensoriales y motores para mejorar la conducción del potencial de acción en la periferia. Una deficiencia de energía en las células de Schwann puede explicar la desaparición de la mielina en los nervios periféricos, lo cual puede ocasionar desde daño a los axones, hasta una pérdida total de la función nerviosa. En los nervios periféricos, la actividad de la enzima oxidativa se concentra alrededor de los nódulos de Ranvier haciendo que estas ubicaciones sean más vulnerables a la limitación de ciertos cofactores. La falta de cofactores esenciales reduce la impedancia de la mielina, aumenta la fuga de corriente y ralentiza la transmisión de la señal. Las interrupciones en la conductancia afectan primero a los extremos periféricos de las fibras nerviosas más largas y grandes, ya que son las que más sufren la disminución de la propagación del potencial de acción. Por lo tanto, el deterioro neuronal ocurre en un ciclo de aceleración: el daño de la mielina reduce la conductancia y la baja conductancia contribuye a la degradación de la mielina. La conducción ralentizada de los potenciales de acción en los axones causa una desmielinización segmentaria que se extiende de manera proximal, a esto también se le conoce como degeneración retrógrada.
El acetaldehído (etanal) es tóxico para los nervios periféricos. Durante el metabolismo del etanol, el nivel de acetaldehído aumenta y si este no se metaboliza rápidamente, los nervios pueden afectarse por una acumulación tóxica de este compuesto orgánico (etanal).

## Diagnóstico
La polineuropatía alcohólica es muy similar a otras polineuropatías axónicas degenerativas, por lo tanto, puede ser difícil de diagnosticar. Regularmente, cuando los alcohólicos tienen polineuropatía sensitivomotora y una deficiencia nutricional, se diagnostica polineuropatía alcohólica.
Para confirmar el diagnóstico, el médico debe descartar otras causas de síndromes clínicos similares. Otras neuropatías pueden diferenciarse con base en ciertas características clínicas o de laboratorio. Los diagnósticos diferenciales de la polineuropatía alcohólica incluyen a la esclerosis lateral amiotrófica, el beriberi, la enfermedad de Charcot-Marie-Tooth, la plexopatía lumbosacra diabética, el síndrome Guillain Barre, la neuropatía diabética, la mononeuritis múltiple y el síndrome pospoliomielítico.
El estudio médico que se usa con mayor frecuencia para corroborar el diagnóstico son las pruebas de laboratorio, aunque, en algunos casos también se pueden utilizar imágenes, estudios de conducción nerviosa, electromiografía y pruebas de vibrómetro.
Se pueden usar varias pruebas para descartar otras causas de neuropatía periférica. Uno de los primeros síntomas de la diabetes mellitus puede ser la neuropatía periférica, la hemoglobina A1C puede usarse para estimar el nivel promedio de la glucosa en la sangre. Por otro lado, los niveles elevados de la creatinina en la sangre pueden indicar insuficiencia renal o pueden ser causa de la neuropatía periférica. Asimismo, se debe hacer uso de una pantalla de toxicidad de metales pesados para poder excluir la intoxicación por plomo como causa de neuropatía.
Normalmente, el alcoholismo se asocia con deficiencias nutricionales que pueden contribuir al desarrollo de la polineuropatía alcohólica. La tiamina, la vitamina B-12 y el ácido fólico son vitaminas importantes para el sistema nervioso periférico y central, por lo cual, es necesario que sean analizadas en las pruebas de laboratorio. Debido a las dificultades para desarrollar un método que analice directamente la tiamina en la sangre y en la orina, no ha sido sencillo evaluar los niveles de esta vitamina en las personas. Cabe mencionar que se puede mandar una prueba de función hepática, ya que el consumo de alcohol puede causar un aumento en los niveles de las enzimas hepáticas.

## Tratamiento
Aunque no existe una cura conocida para la polineuropatía alcohólica, hay una serie de tratamientos que pueden controlar los síntomas y ayudan a que la persona sea más independiente. La fisioterapia es útil para el entrenamiento de los músculos debilitados, así como para mantener el equilibrio y la marcha.

### Nutrición

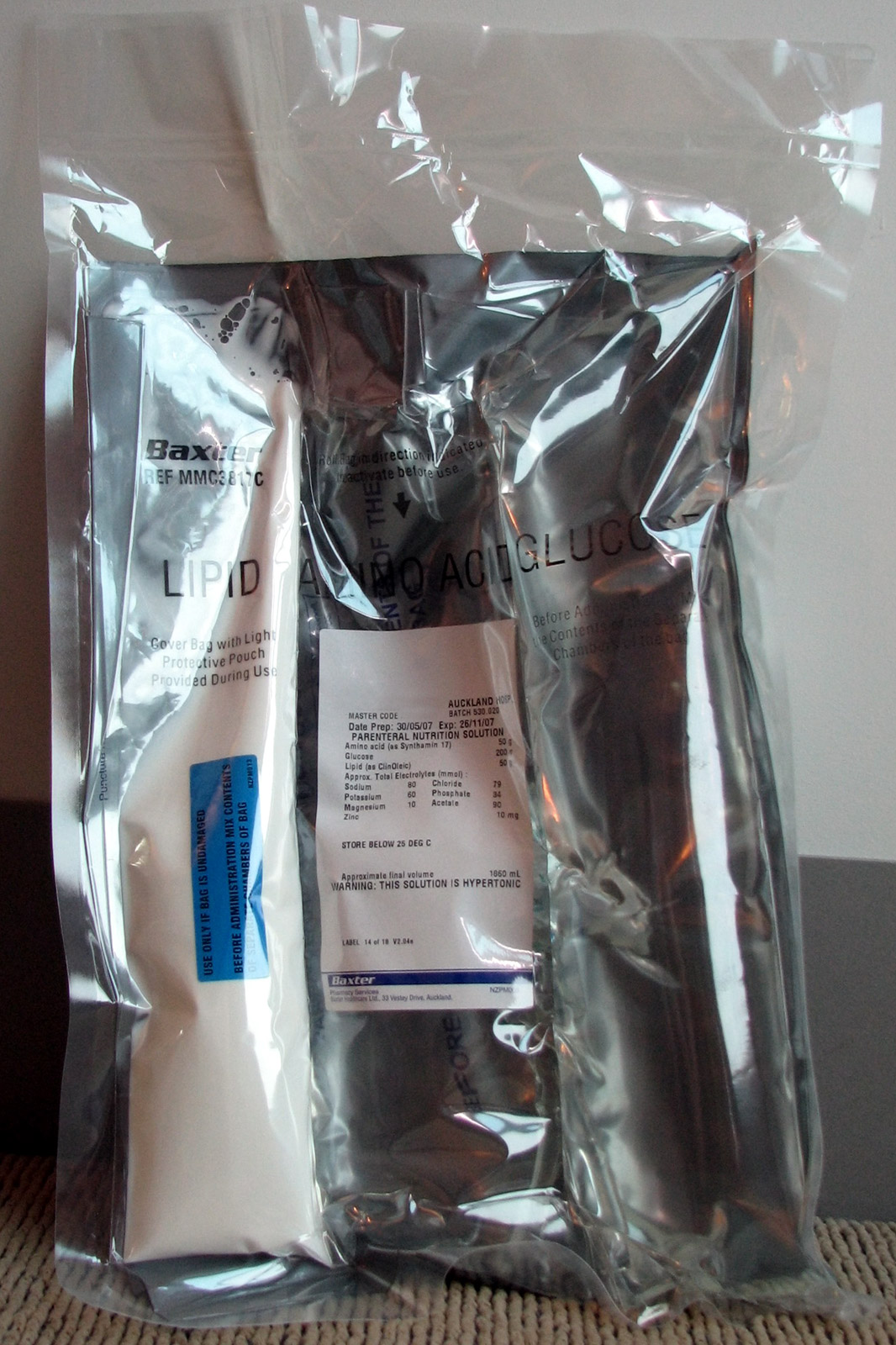
Una fórmula de nutrición parenteral intravenosa domiciliaria puede ser parte del tratamiento para aquellos que padecen de polineuropatía alcohólica y deficiencia nutricional.

La mejor manera para controlar los síntomas es abstenerse de consumir alcohol. La abstinencia alcohólica fomenta una dieta adecuada y ayuda a prevenir la progresión o recurrencia de la neuropatía. Una vez que la persona deja de consumir alcohol, es importante dejar claro que la recuperación sustancial no se observará inmediatamente. Puede aparecer una mejoría subjetiva bastante rápido, pero usualmente se debe a los beneficios generales de la desintoxicación del alcohol. Sin embargo, si el consumo de alcohol continúa, la suplementación con vitaminas no será suficiente para mejorar los síntomas.
La terapia nutricional de multivitaminas parenterales se puede usar hasta que la persona mantenga una ingesta nutricional adecuada. Los tratamientos también incluyen suplementos vitamínicos, especialmente con tiamina. No obstante, en los casos más graves de deficiencia nutricional, se puede comenzar con 320 mg/día de benfotiamina durante 4 semanas y después se aumenta la dosis a 120 mg/día por otras 4 semanas hasta que los niveles de tiamina se normalicen.

### Dolor
Las distesias dolorosas causadas por la polineuropatía alcohólica se pueden tratar con gabapentina o amitriptilina en combinación con analgésicos de venta libre como aspirina, ibuprofeno o acetaminofén. Los antidepresivos tricíclicos como amitriptilina o la carbamazepina ayudan a disminuir los dolores punzantes, además tienen efectos anticolinérgicos y sedantes en el sistema central y periférico. Estos agentes influyen en la transmisión del dolor y bloquean la recaptación activa de norepinefrina y serotonina.
Los medicamentos anticonvulsivos como la gabapentina tienen propiedades que alivian el dolor neuropático, del mismo modo, bloquean la recaptación de norepinefrina y serotonina. Sin embargo, estos hacen efecto después de algunas semanas, por lo cual rara vez se utilizan para tratar el dolor agudo.
Los analgésicos tópicos como la capsaicina también pueden aliviar dolores leves localizados en los músculos y en las articulaciones.

## Pronóstico
Es complicado dar un pronóstico a un paciente con esta enfermedad, ya que es difícil convencer a un alcohólico que se abstenga de beber. Diversos estudios han comprobado que se puede dar un buen pronóstico para la neuropatía siempre y cuando el paciente no haya bebido durante un periodo de 3-5 años. Durante las primeras etapas de la enfermedad, el daño puede ser reversible si las personas toman cantidades adecuadas de vitaminas, como la tiamina. Si la neuropatía es leve, el individuo presenta una mejora significativa y los síntomas se eliminan por completo después de que se establece una nutrición adecuada. Cuando las personas diagnosticadas con polineuropatía alcohólica presentan una recuperación, se dice que es debido a una regeneración y germinación colateral de los axones dañados.
A medida que la enfermedad progresa, el daño puede ser permanente. En casos donde hay una severa deficiencia de tiamina, algunos de los síntomas (incluido el dolor neuropático) pueden persistir indefinidamente. Los pacientes con polineuropatía alcohólica pueden experimentar síntomas residuales de por vida incluso después de que restauren su ingesta nutricional. La polineuropatía alcohólica no es una enfermedad mortal, pero puede afectar significativamente la calidad de vida. Los efectos de la enfermedad van desde una leve molestia hasta una grave discapacidad.

## Epidemiología
La tasa de incidencia de polineuropatía alcohólica, que involucra la polineuropatía sensitiva y motora, varía de un 10 % a un 50 % dependiendo de la selección del sujeto y los criterios diagnósticos. Si se utilizan criterios electrodiagnóstico, se puede encontrar polineuropatía alcohólica en 90 % de los individuos evaluados. La distribución y la gravedad de la enfermedad dependen de los hábitos dietéticos de cada región, así como la genética del individuo.

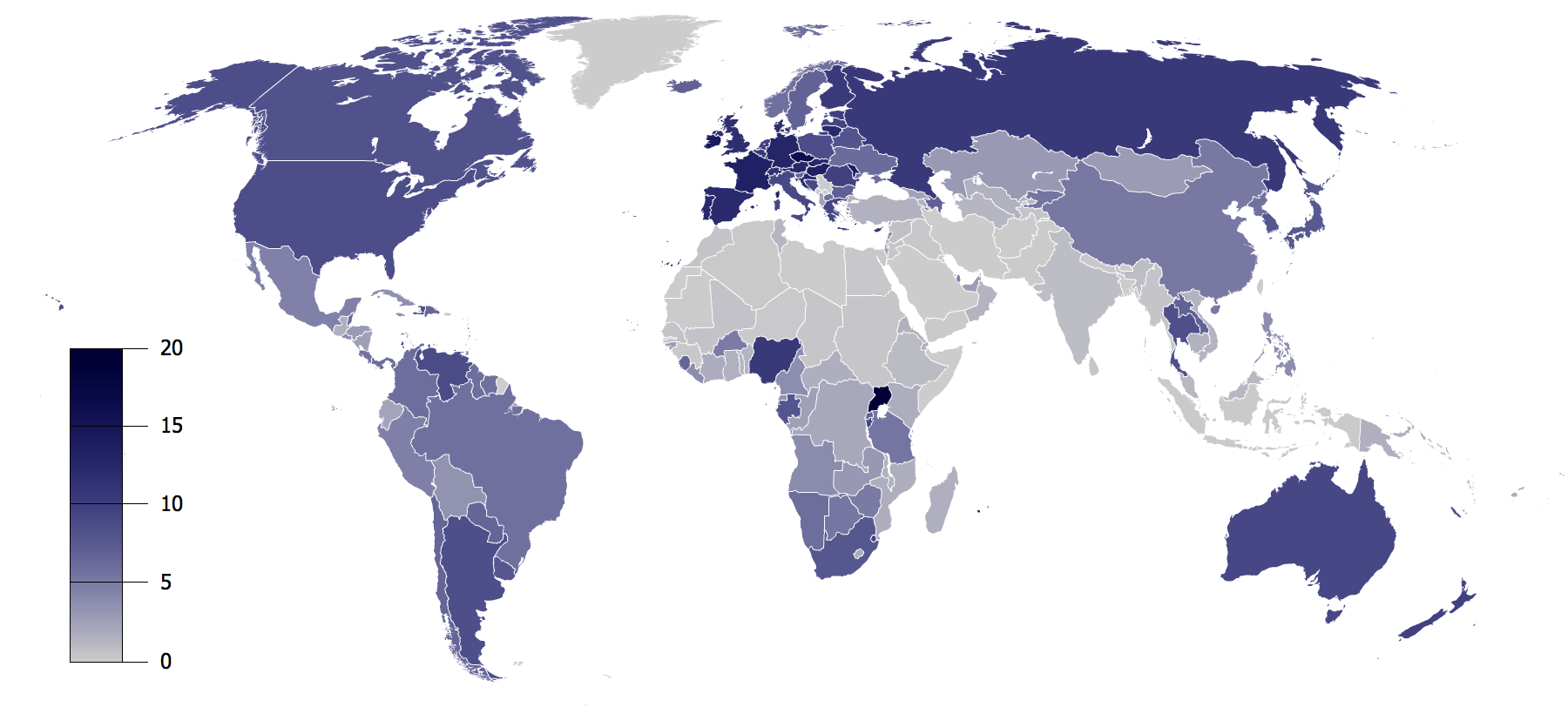
Consumo de alcohol per cápita de personas de 15 años o más en litros de alcohol puro. El alcoholismo es la principal causa de polineuropatía alcohólica.

Se han realizado grandes estudios donde muestran que la severidad y la incidencia de la polineuropatía alcohólica se correlaciona con el consumo total de alcohol a lo largo de la vida de una persona. Otros factores como la ingesta nutricional, la edad u otras condiciones médicas tienen una correlación más baja. Cabe mencionar que, por razones desconocidas, la polineuropatía alcohólica tiene una alta incidencia en mujeres.
Ciertas bebidas alcohólicas también tienen congéneres que pueden ser bioactivos; por lo tanto, el consumo de diferentes bebidas alcohólicas causan distintas consecuencias en la salud. La ingesta nutricional de un individuo también juega un papel importante en el desarrollo de eta enfermedad. Los malos hábitos alimenticios pueden causar insuficiencia de una o más de las siguientes sustancias: tiamina (vitamina B1), piridoxina (vitamina B6), ácido pantoténico y biotina, vitamina B12, ácido fólico, niacina (vitamina B3) y vitamina A.

### Acetaldehído

Conversión de etanol en acetaldehído. La acumulación tóxica de acetaldehído puede resultar en polineuropatía alcohólica.

También se cree que hay una predisposición genética para el desarrollo de esta enfermedad en ciertos grupos étnicos. Durante el procesamiento del alcohol en el cuerpo, el etanol se oxida a acetaldehído gracias al alcohol deshidrogenasa. El acetaldehído se oxida a acetato gracias al aldehído deshidrogenasa (ALDH). ALDH2 es una isozima de ALDH y, ALDH2 tiene un poliformismo (ALDH2*2, Glu487Lys) que desactiva a ALDH2. Este alelo es más prevalente entre los asiáticos del sudeste y del este, por lo cual, tienen una incapacidad de metabolizar rápidamente el acetaldehído. La neurotoxicidad que resulta de la acumulación de acetaldehído puede ser importante en la patogénesis de la polineuropatía alcohólica.

## Historia

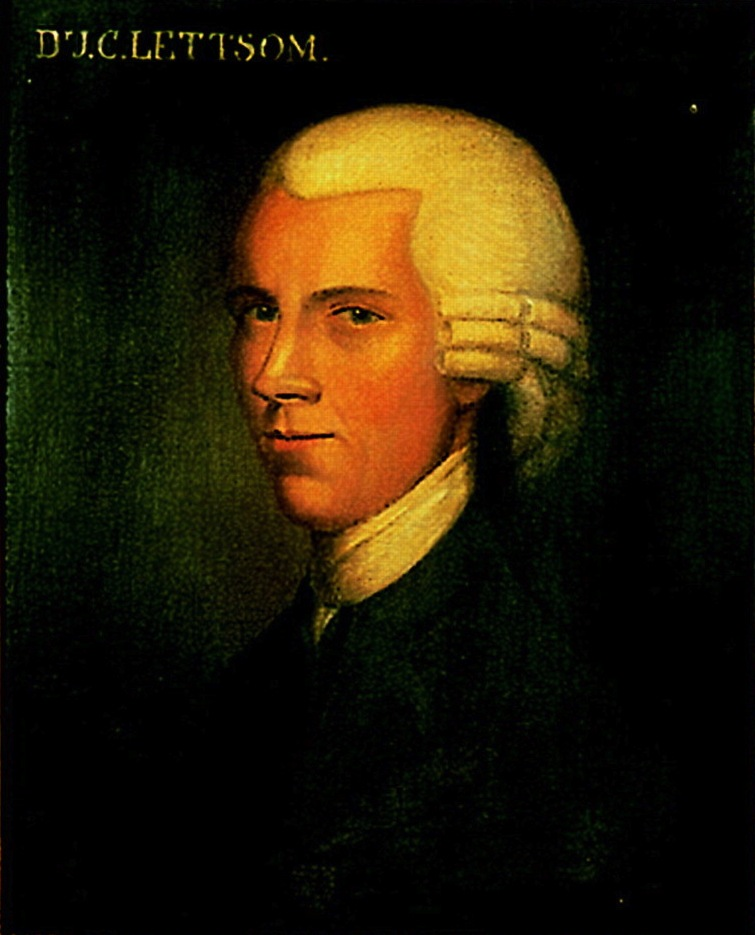
En 1787, John C. Lettsome notó que los pacientes presentaban más hiperestesia y parálisis en las piernas que en los brazos, una característica de la polineuropatía alcohólica.

La primera descripción de los síntomas asociados con la polineuropatía alcohólica fue registrada por John C. Lettsome en 1787 cuando notó que los pacientes tenían más hiperestesia y parálisis en las piernas que en los brazos. Más tarde, en 1822, a Jackson se le atribuye la descripción de la polineuropatía en alcohólicos crónicos. El título clínico de la polineuropatía alcohólica fue ampliamente reconocido a fines del siglo XIX. Se pensó que la polineuropatía era un resultado directo del efecto tóxico que el alcohol tenía sobre los nervios periféricos cuando se tomaba en exceso. En 1928, George C. Shattuck argumentó que la polineuropatía era el resultado de una deficiencia de vitamina B, algo que se encuentra comúnmente en los alcohólicos, y afirmó que la polineuropatía alcohólica estaba relacionada con el beriberi. Actualmente, el debate sobre la causa exacta de la enfermedad continúa. Algunos argumentan que se desarrolla debido a la toxicidad del alcohol, otros afirman que las deficiencias de vitaminas son las culpables y otros dicen que es una combinación de ambas.

## Instrucciones de investigación
El mecanismo de la degeneración axonal no se ha aclarado y es un área de investigación que continúa.
Otras investigaciones se han enfocado en el efecto que tiene el consumo de ciertas bebidas alcohólicas en el desarrollo de la polineuropatía alcohólica. Algunas bebidas pueden incluir más nutrientes que otras (como la tiamina), pero aún se desconoce cómo esto puede ayudar en una deficiencia nutricional.
Todavía hay controversia sobre las causas del desarrollo de la polineuropatía alcohólica. Algunos argumentan que es resultado directo del efecto tóxico del alcohol en los nervios, pero otros dicen que factores como la deficiencia nutricional o una enfermedad hepática crónica también pueden jugar un papel importante en el desarrollo. Este debate sigue y la investigación continúa esforzándose por descubrir la verdadera causa de la polineuropatía alcohólica.